# Myron Thompson
Pour les articles homonymes, voir Thompson.
Myron Thompson (né le 23 avril 1936 à Monte Vista au Colorado (États-Unis) et mort le 5 janvier 2019) est un homme politique canado-américain.

## Biographie
Myron Thompson fut député à la Chambre des communes du Canada, représentant la circonscription albertaine de Wild Rose de 1993 à sa retraite en 2008.
D'abord élu dans sa circonscription avec la première vague de députés réformistes élus aux communes lors de l'élection de 1993, et réélu en 1997, il est ensuite réélu en 2000 sous la bannière de l'Alliance canadienne lorsque celle-ci remplace le Parti réformiste ; depuis la fusion de l'Alliance avec le Parti progressiste-conservateur, il siège avec le Parti conservateur du Canada.